# Semitrivia
Semitrivia là một chi ốc biển cỡ nhỏ, là động vật thân mềm chân bụng sống ở biển thuộc họ Triviidae.

## Các loài
Các loài thuộc chi Semitrivia bao gồm:
- Semitrivia tsuchidai Fehse, 2002[2]